# Siegfried Breuer
Siegfried Breuer (Vienna, 24 giugno 1906 – Gottinga, 1º febbraio 1954) è stato un attore, sceneggiatore e regista austriaco.
Era il padre dell'attore Siegfried Breuer Jr. e il nonno degli attori Jacques e Pascal Breuer.

## Biografia
Figlio dell'attore e cantante lirico Hans Breuer, iniziò a recitare in teatro dopo gli studi all'Università per la musica e le arti interpretative di Vienna. Debuttò come protagonista in Il principe di Homburg, diretto da Max Reinhardt, e durante gli anni venti continuò ad esibirsi sui palcoscenici di Berlino, diventando membro del cast corale del Deutsches Theater nel 1935.
Dalla fine degli anni trenta, Breuer iniziò la carriera cinematografica specializzandosi nel ruolo del bon vivant elegante e affascinante. Lavorò spesso con registi quali Arthur Maria Rabenalt e Géza von Bolváry e comparve in numerosi film tra cui Canzone immortale (1939) di E. W. Emo, Il postiglione della steppa (1940) di Gustav Ucicky, Sommerliebe di Erich Engel e La collana di perle (1943) di Helmut Käutner.
Nel 1949 interpretò il ruolo di Popescu nel film Il terzo uomo di Carol Reed e l'anno successivo diresse Der Schuß durchs Fenster, il primo di tre film dei quali fu regista e sceneggiatore. Nel frattempo continuò a recitare sia sul grande schermo che in teatro, fino al 1954 quando la sua carriera si interruppe bruscamente a seguito della morte, avvenuta a soli 47 anni.
Siegfried Breuer si sposò sei volte, tra cui con le attrici Maria Andergast e Eva Maria Meineke.

## Filmografia

### Attore
- Wochenend im Paradies, regia di Robert Land (1931)
- Canzone immortale (Unsterblicher Walzer), regia di E. W. Emo (1939)
- Leinen aus Irland, regia di Heinz Helbig (1939)
- Anton, der Letzte, regia di E. W. Emo (1939)
- L'amore più forte (Mutterliebe), regia di Gustav Ucicky (1939)
- Eins zu Eins, regia di Carl Prucker (1939) - Cortometraggio
- L'ultima avventura (Nanette), regia di Erich Engel (1940)
- Il postiglione della steppa (Der Postmeister), regia di Gustav Ucicky (1940)
- Caffè viennese (Wiener G'schichten), regia di Géza von Bolváry (1940)
- A tempo di valzer (Operette), regia di Willi Forst (1940)
- Per la sua felicità (Der Weg ins Freie), regia di Rolf Hansen (1941)
- Venus vor Gericht, regia di Hans H. Zerlett (1941)
- Uomini nella tempesta (Menschen im Sturm), regia di Fritz Peter Buch (1941)
- Anuschka, regia di Helmut Käutner (1942)
- Sommerliebe, regia di Erich Engel (1942)
- La collana di perle (Romanze in Moll), regia di Helmut Käutner (1943)
- Gabriele Dambrone, regia di Hans Steinhoff (1943)
- Gefährlicher Frühling, regia di Hans Deppe (1943)
- Orient-Express, regia di Viktor Turžanskij (1944)
- Melusine, regia di Hans Steinhoff (1944)
- Am Abend nach der Oper, regia di Arthur Maria Rabenalt (1945)
- Die tolle Susanne, regia di Géza von Bolváry (1945)
- Die Fledermaus, regia di Géza von Bolváry (1946)
- Das unsterbliche Antlitz, regia di Géza von Bolváry (1947)
- Alles Lüge, regia di E. W. Emo (1948)
- Das andere Leben, regia di Rudolf Steinboeck (1948)
- Zyankali, regia di Harald Röbbeling (1948)

- Anni, regia di Max Neufeld (1948)
- Maresi, regia di Hans Thimig (1948)
- Fregola, regia di Harald Röbbeling (1948)
- Philine, regia di Theo Lingen (1949)
- Rosen der Liebe, regia di Max Neufeld (1949)
- Il terzo uomo (The Third Man), regia di Carol Reed (1949)
- Vagabondi dell'amore (Vagabunden), regia di Rolf Hansen (1949)
- Prämien auf den Tod, regia di Curd Jürgens (1950)
- Der Schuß durchs Fenster, regia di Siegfried Breuer (1950)
- Gabriella (Gabriela), regia di Géza von Cziffra (1950)
- Regimentsmusik, regia di Arthur Maria Rabenalt (1950)
- Eine Frau mit Herz, regia di Rudolf Jugert (1951)
- Amore e sangue, regia di Marino Girolami (1951)
- Schatten über Neapel, regia di Hans Wolff (1951)
- Durch dick und dünn, regia di Theo Lingen (1951)
- Johannes und die 13 Schönheitsköniginnen, regia di Alfred Stöger (1951)
- Im Banne der Madonna, regia di Edmond T. Gréville (1951)
- Der Fürst von Pappenheim, regia di Hans Deppe (1952)
- Man lebt nur einmal, regia di Ernst Neubach (1952)
- Wenn abends die Heide träumt, regia di Paul Martin (1952)
- Senza veli (Wir tanzen auf dem Regenbogen), regia di Carmine Gallone e Arthur Maria Rabenalt (1952)
- Il tenente dello zar (Der letzte Walzer), regia di Arthur Maria Rabenalt (1953)
- Der Vogelhändler, regia di Arthur Maria Rabenalt (1953)
- Rote Rosen, rote Lippen, roter Wein, regia di Paul Martin (1953)
- Unter den Sternen von Capri, regia di Otto Linnekogel (1953)

### Regista e sceneggiatore
- Der Schuß durchs Fenster (1950)
- Seitensprünge im Schnee (1950)
- In München steht ein Hofbräuhaus (1951)
- Das Dorf unterm Himmel, regia di Richard Häussler (1953) - Solo sceneggiatore